# Schiaparelli (cráter)
Schiaparelli es un cráter de impacto del planeta Marte situado en el Hemisferio de Schiaparelli, en las coordenadas 2,7°S y 16,7°E. El impacto causó una depresión de 471 kilómetros de diámetro. El nombre fue aprobado en 1973 por la Unión Astronómica Internacional en honor al astrónomo italiano Giovanni Schiaparelli.